# جولی پینسان
جولی پینسان (انگلیسی: Julie Pinson؛ زادهٔ ۷ نوامبر ۱۹۶۷) یک هنرپیشه اهل ایالات متحده آمریکا است.
او در فیلم قهرمانان بی‌بندوبار بازی کرده است.